# 시안 와이스 대학
시안 와이스 대학교는 (약칭: XAIU ; 영어: Xi'an International University ; 중국어 간체자: 西安外事学院 ; 병음: xī'ān wàishì xuéyuàn) 사립 종합대학으로 중화인민공화국 섬서성 시안에 컴퍼스가 있고 학교 부지 면적은 126만m²이다. 약 2만명 재학생과 1700여명의 교직원들이 있다.
1992년에 창립되었으며 27년간의 발전을 거쳐 경영대학, 인문예술대학, 의학대학, 국제협조대학, 창업대학, 칠방서원（七方书院）, 평생교육대학 등 8개 대학으로 구성되어 있고 67개의 학과를 설치하였다.
학부 교육을 기본으로 국내외 유명 대학과 자매결연을 맺고 현재 적극적으로 대학원 교육을 신청하는 중이고 미래 경영, 관리, 문학, 의학, 공학, 예술, 농학, 교육 등 다양한 분야를 갖춘 대학으로 성장되도록 노력하고 있다.
CUAA에서 발표한 2015 중국 사립대학교 순위에 따라 시안 와이스 대학교는 전국 1위를 차지하였다. 2020년까지 20만 명이 넘는 동문이 있다.

## 캠퍼스 문화
|      | 문화 |
| ---- | --- |
| 비전 | "배움에는 장유가 없고, 학교에는 크고작음이 없으며, 가르치는 데는 고하가 없고, 교육에는 국경이 없다. 사람들 누구나 이상적인 교육을 받을 수 있다." |
| 사명 | "잉어가 변하여 용이 된다." (化鱼成龙) |
| 교훈 | "다양한 것을 모아 선별하여 스스로 힘써 새로운 것을 창조한다."                                                                                    |
| 교풍 | "자기 일에 애착을 갖고 학업에 전력을 다하며 은혜에 감사하며 헌신한다."                                                                           |

### 전설
‘잉어가 용이 된다’ (鱼化龙) 전설을 기반으로 한 대학 모토이다.
대학은 화채에 (鱼化寨) 있다. 화채는 주 무왕과 그의 딸 '우화공주'가 하늘에 제사를 지낸 곳으로 알려져 있다. (개교할 때, 양사오 문화 유적이 발견되어 그 이후 공원으로 개발하였다.) 당나라 때 과거 시험을 보러온 수험생들이 이 곳에서 기도를 했는데 이것은 잉어가 용문에 뛰어오르는 뜻을 따와 등용문의 꿈을 기원했던 것이다. 이후에 ‘우화(雨花)’가 ‘어화(鱼化)’로 바뀌게 되었다. 이 곳을 거친 이들이 모두 뜻한 바를 성취하고, 운명을 바꾸어, 성공을 거둔다고 전해지고 있다.

## 국제화 교육
시안 와이스 대학은 산시 성에서 처음으로 국제 공동 교육 및 유학생 교육을받은 사립 대학교로서 영국, 미국, 캐나다, 헝가리, 한국, 일본 및 러시아에 있는 100개 이상의 유명한 대학과 협력 및 교류 관계를 맺었다.
나아가 미국의 College of Lake County(CLC)와 협력하여 매년 교환 학생 및 교환 교수를 서로 파견하여 문화 및 학술 교류를 진행하고 있다.
2004년에 시작된 이래로 매년 수백여 명의 유학생들이 시안 와이스 대학에서 공부했고, 총 1500여 명의 유학생을 양성하였다. 매 학기마다 중국어 능력 시험(HSK)1-6급 언어 연수 과정을 개설하고 있으며 현재도 학생을 모집하는 중이다.

## 학술 연구
시안 와이스 대학은‘학생 교육을 중심으로 하고 학술연구를 선도한다’는 이념으로, 중국 사립 교육 발전, 교육 개혁, 학과 설립 및 지방 경제 발전 등의 응용 연구를 진행하고 있다. 최근 3년 동안, 성급 이상의 과학 연구 프로젝트 담당 수, SCI, SSCI, EI, 핵심 간행물 게재 논문 수는 동일 등급의 대학중에서도 상위권을 차지하였다. 나아가 특허권 획득수에서는 산시성 대학 중에서 15위를 차지하였다.
학교의 ‘사립교육연구중심’은 교육부 ‘전국교육계통선진단체’등 국가 및 성시급의 여러 명예 칭호와 수상을 하였다.그중에서도 4차례나 중국고등교육학회로부터 ‘전국우수연구기관’이라는 칭호를 받았고, 국가 및 성, 시정부의 제안 및 연구 자문 보고서 40여 건을 완성하였다. 나아가『중국사립교육 사고와 실천』등 저서 20여종을 출판하였고, 국제 학술 포럼 및 전국적 학술회의를 9회 개최하였다.

### 연구 기구
- 칠방교육연구원: 섬서성(고등교육기관) 철학사회과학 중점 연구 기지[11]
- 섬서성 국제과학기술합작기지’일대일로’국제육항물류연합연구센터
- 섬서성 자유무역구연구원[12]
- 생명과학응용연구원
- 혁신창업연구원
- 지능제어공정연구센터

### 중점 성과[13][14]
- 5G기지 릴레이 리턴에 사용되는 80GHz 고주파 밀리미터파 평판형 배열 안테나 시스템
- 통합 인공지능형 호두 재배 기지
- 안드로이드 기반 지능형 홈 관리 시스템
- ASK 빅 데이터 자원 관리 플랫폼
- 학교·지역 협력 모델에 따른 전자 상거래의 쯔저우현(子洲县) 지역 경제 발전 추진 연구
- 퉁촨(铜川) 전자 상거래 물류 창업원 발전 기획

## 학교 성과
- 미국 하버드대학 경영대학 교육 사례에 선발. 중국 고등 교육 발전 모델중에서 유일한 대표.[15]
- 교육부‘전국혁신창업전형대학’(전국 50개 대학). 서북 지역 대학 중 유일.[16][17]
- 섬서성 교육청 ‘일류학원건설부서’. 섬서성 3개 4년제 사립 대학 중 하나.[18]
- 교육부‘원스톱’학생 커뮤니티 통합 관리 모델 건설 시행 대학(전국 10개 대학)
- 2015년 중국 사립대학교 전국 1위[3]